# Murray Watts
Pas d'image ? Cliquez ici

a Compétitions nationales et continentales officielles uniquement.

b Matchs officiels uniquement.
Murray Gordon Watts, né le 31 mars 1955 à Patea, est un joueur de rugby à XV qui a joué avec l'équipe de Nouvelle-Zélande évoluant au poste d'ailier. 

## Carrière
Il joue pour la province de Manawatu, de 1975 à 1977 disputant 31 rencontres, puis celle de Taranaki. 
Il dispute à 24 ans son premier test match avec l'équipe de Nouvelle-Zélande contre la France le 7 juillet 1979 au cours duquel il inscrit un essai. Il joue un deuxième test match contre la France le 14 juillet 1979 perdu 19-24. 
En 1980, il est sélectionné pour une tournée en Australie et aux îles Fidji, il dispute trois rencontres contre l'Australie. 
En 1975, il est enseignant à Palmerston North. En 2011 il enseigne toujours à New Plymouth Boys' High School où la Coupe du monde Webb Ellis fait une pause lors de son parcours avant la Coupe du monde. 

## Statistiques en équipe nationale
- Nombre de test matchs avec les All Blacks : 5
- Sélections par année : 2 en 1979, 3 en 1980
- 1 essai, 4 points
- Nombre total de matchs avec les All Blacks : 13